# Abarca de Campos
Abarca de Campos es un municipio y localidad española de la comarca de Tierra de Campos de la provincia de Palencia, en la comunidad autónoma de Castilla y León.

## Geografía
Abarca de Campos limita por el norte con Autillo de Campos, por el este con Fuentes de Nava, por el sur con Castromocho y por el oeste con Villarramiel.

### Medio natural
El término municipal está integrado dentro de la Zona de especial protección para las aves denominada La Nava - Campos Norte perteneciente a la Red Natura 2000.

## Historia
En el término municipal existen yacimientos prehistóricos. La primera mención escrita de la población se encuentra en un documento del rey Ordoño II del 916. En el siglo XII, queda bajo el dominio de la orden de Calatrava; más tarde pasa a manos de diversas familias de la nobleza: la reina Mencía de Portugal, los Alburquerque, los Osorio y, en el siglo XVIII, a los Abrantes.
A la caída del Antiguo Régimen la localidad se constituye en municipio constitucional denominado entonces Abarca, en el partido de Frechilla, que en el censo de 1842 contaba con 51 hogares y 265 vecinos.

### Siglo XIX
Así se describe a Abarca de Campos en la página 41 del tomo I del Diccionario geográfico-estadístico-histórico de España y sus posesiones de Ultramar, obra impulsada por Pascual Madoz a mediados del siglo XIX:

ABARCAS

Villa con ayuntamiento en la provincia y diócesis de Palencia (5 leguas), partido judicial de Frechilla (11/2), audiencia territorial y capitanía general de Valladolid (13).
Situada en llano a la influencia de todos vientos que hacen su clima saludable. 
Tiene 87 casas de un solo piso y mala distribución en su mayor parte, formando calles irregulares, desempedradas y sucias, especialmente en el invierno; una pequeña plaza, la casa consistorial, una escuela de primeras letras, dotada en 160 reales, concurrida por 22 niños y 6 niñas que aprenden a leer, escribir y contar; una iglesia parroquial bajo la advocación de San Sebastián, servida por un cura párroco , que se provee en oposición por el obispo, y dos beneficiados o capellanes.
Fuera de la población y en paraje ventilado se halla el cementerio; y para los usos del vecindario varios pozos de buenas y abundantes aguas así como también para el ganado hay algunas balsas y el río Valdeginate que baña su término.
Confina este por el N con el de Frechilla, por el E con el de Autillo, por el S con el de Castromocho
y por el O con el de Villarramiel y Guaza.
Además del río ya dicho pasa inmediato al pueblo el nuevo ramal del canal de Campos. El terreno es llano, fuerte y feraz, dividido en 2 suertes cada una de 240 cargas de tierra poco mas ó menos, cultivado año y vez.
Los caminos son todos locales; se hallan en mediano estado pero intransitables en el invierno; para
recibir y remitir la correspondencia envía un peatón a Frechilla dos veces a la semana, a quien pagan 100 reales anuales.
Producciones: trigo, cebada y vino; ganado lanar, vacuno y caballar.
Población: 61 vecinos, 240 almas.

Capital productivo: 536.700 reales. Imponible: 16.892 reales.

## Geografía humana

### Demografía
Cuenta con una población de 38 habitantes (INE 2024).

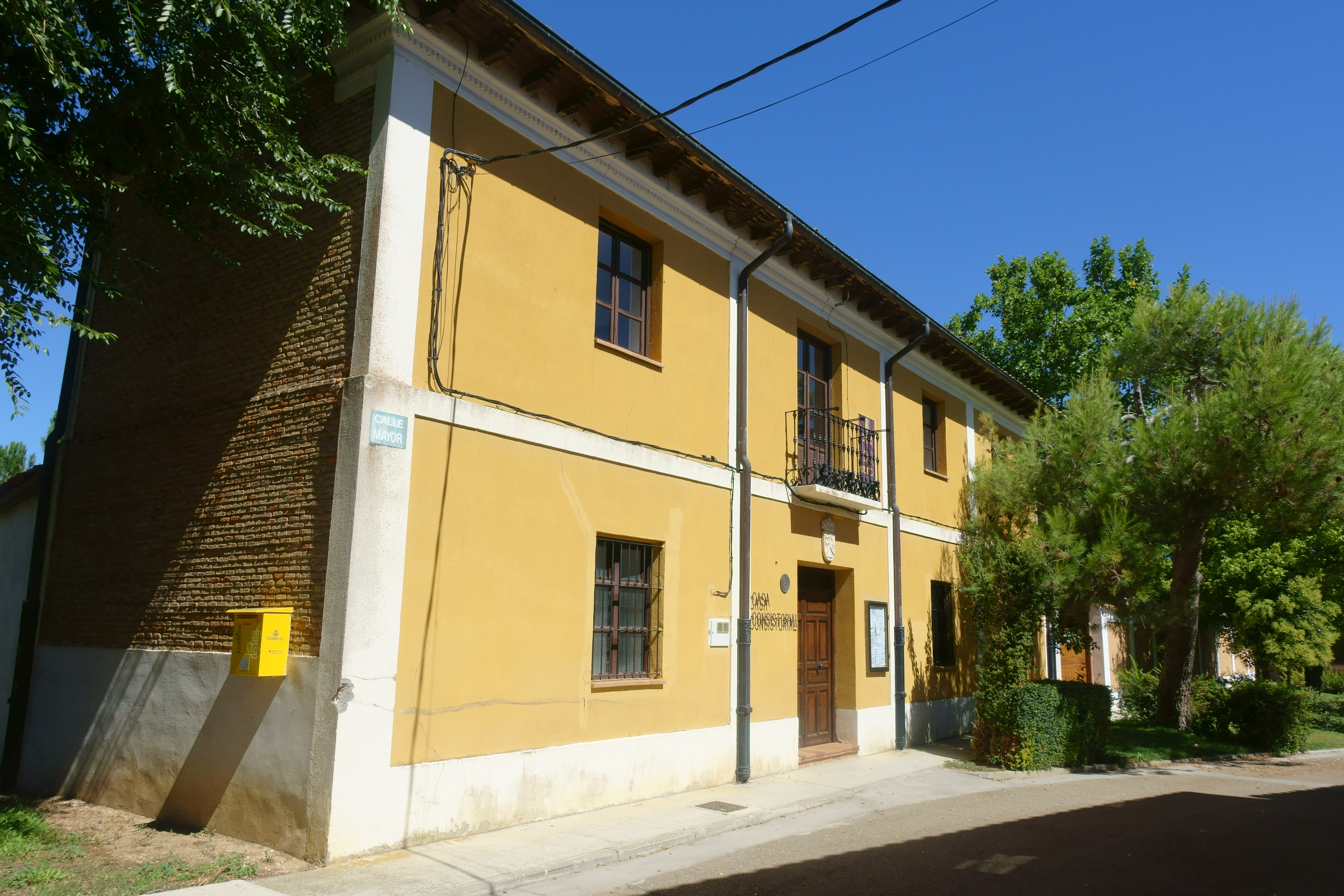
Casa consistorial

| Gráfica de evolución demográfica de Abarca de Campos entre 1842 y 2021 |
| |
| Población de derecho según los censos de población del INE Población de hecho según los censos de población del INEEn estos censos se denominaba Abarca: 1842, 1857, 1860, 1877, 1887, 1897, 1900, 1910, 1920, 1930, 1940, 1950, 1960, 1970, 1981 y 1991 |

### Economía

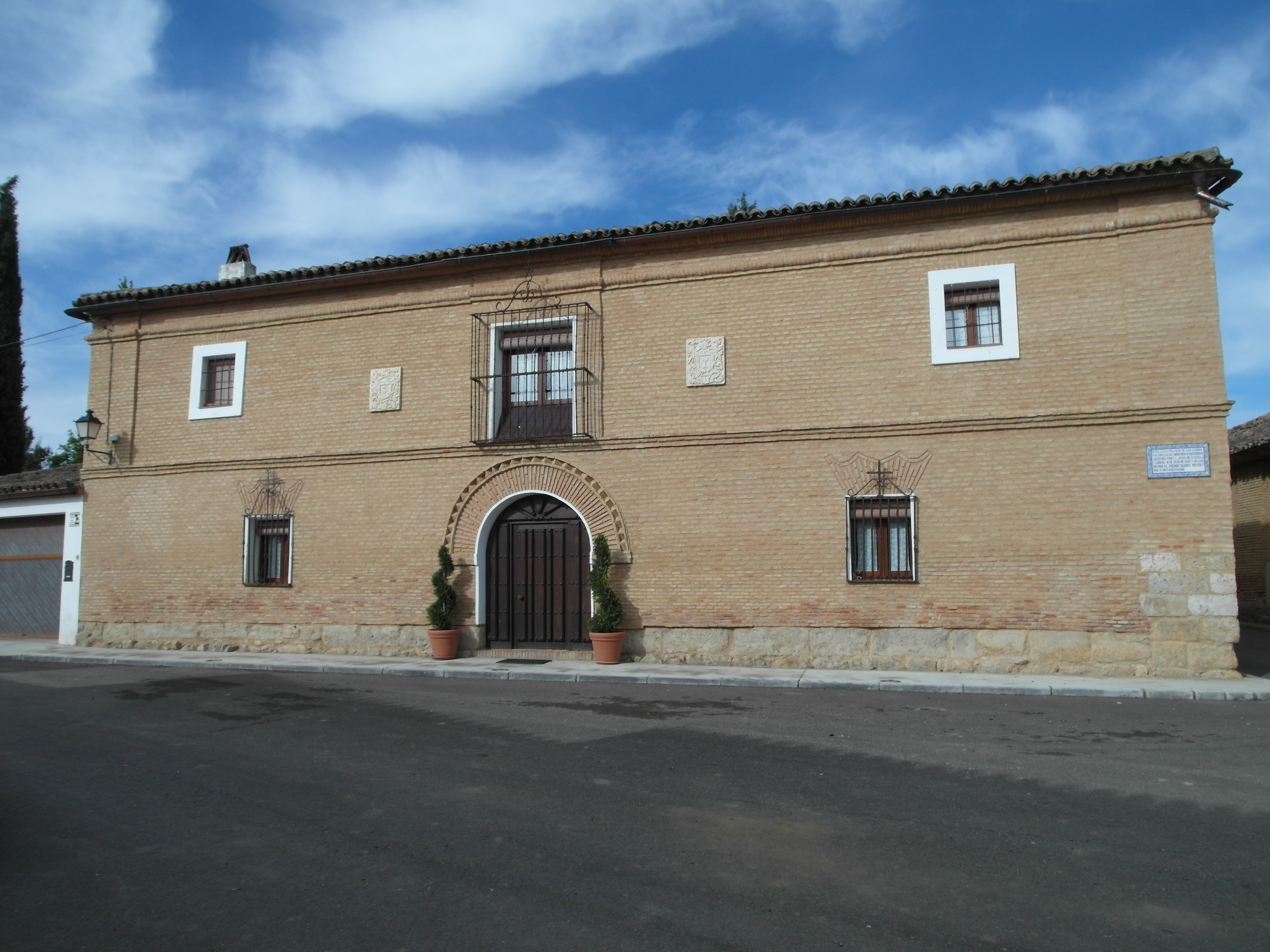
Palacio de los Osorio

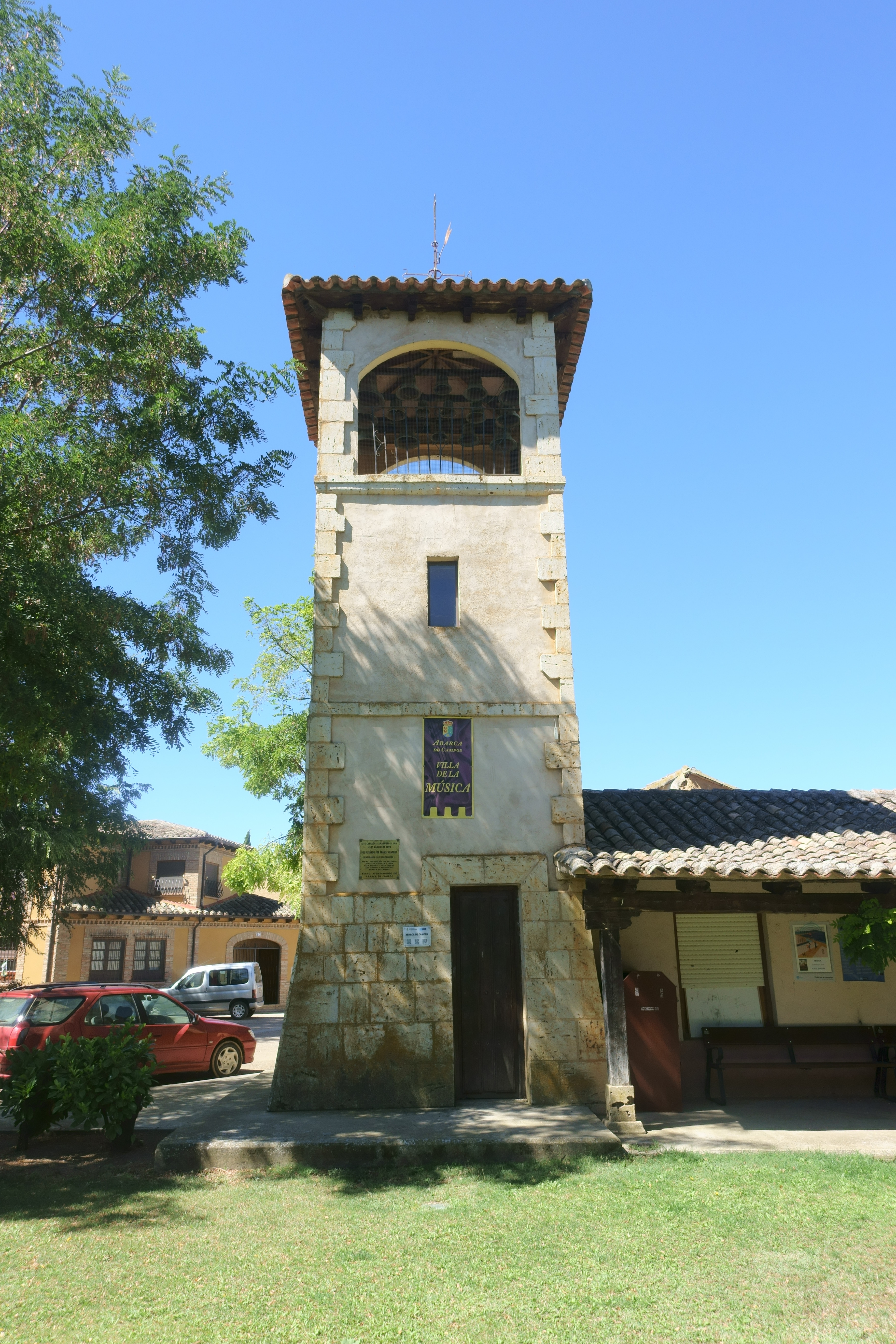
Carrillón

#### Evolución de la deuda viva
El concepto de deuda viva contempla sólo las deudas con cajas y bancos relativas a créditos financieros, valores de renta fija y préstamos o créditos transferidos a terceros, excluyéndose, por tanto, la deuda comercial.
| Gráfica de evolución de la deuda viva del ayuntamiento entre 2008 y 2014                             |
| |
| Deuda viva del ayuntamiento en miles de Euros según datos del Ministerio de Hacienda y Ad. Públicas. |

La deuda viva municipal por habitante en 2014 ascendía a 0 €.

## Patrimonio
- Casco urbano de arquitectura tradicional de adobe.
- Centro de Arte Contemporáneo La Fábrica, que ocupa una antigua fábrica de harina próxima al canal que mantuvo su uso original hasta 1979.
- Dársena del Canal de Castilla y esclusa: Es posible dar paseos en barca por el canal. En la localidad se encuentra la primera esclusa del ramal de Campos del canal.
- Iglesia parroquial: de la segunda mitad del siglo XVII, de estilo mudéjar. Cuenta con una torre del siglo XV sobre el crucero y, en el interior, retablos y tallas de los siglos XVI, XVII y XVIII, además de un órgano ibérico de 1778 de Tadeo Ortega. Está declarada Bien de Interés Cultural.
- Palacio de los Osorio: Construido entre 1580 y 1620, ha sido restaurado. De estilo mudéjar.
- Torre Carrillón: La mayor de Castilla y León, con dieciséis campanas.

## Cultura

### Fiestas
- 20 de enero. Festividad de San Sebastián.
- Fiestas del pueblo el segundo sábado de agosto.